# Psilolemma jaegeri
Psilolemma jaegeri là một loài thực vật có hoa trong họ Hòa thảo. Loài này được (Pilg.) S.M.Phillips miêu tả khoa học đầu tiên năm 1974.